# Antony Flew
Antony Garrard Newton Flew (Londra, 11 febbraio 1923 – Reading, 8 aprile 2010) è stato un filosofo britannico.

## Biografia
Studiò alla Faith's Preparatory School di Cambridge e alla Kingswood School di Bath. Durante la seconda guerra mondiale studiò il giapponese e fu intelligence officer dell'Aeronautica britannica. Dopo la guerra, Flew ottenne un titolo in Literae Humaniores presso il St John's College di Oxford. Fu poi dottorando di Gilbert Ryle e uno degli esponenti più in vista del gruppo che si occupava di filosofia del linguaggio. Fu Lecturer in Filosofia presso il Christ Church di Oxford dal 1949 al 1950 e, in seguito, per quattro anni presso l'Università di Aberdeen, e per venti anni professore di Filosofia presso l'Università di Keele.
Tra il 1973 e il 1983 fu professore di Filosofia presso l'Università di Reading e, dopo il suo pensionamento, per alcuni anni tenne un incarico a metà tempo presso la York University di Toronto. Nel campo della filosofia politica, Flew ha sposato tesi libertarie, scrivendo analisi molto critiche - in particolare - delle tesi di John Rawls (soprattutto in The Politics of Procrustes: contradictions of enforced equality del 1981). Fra i più celebri al mondo sostenitori e propugnatori dell'ateismo filosofico per decenni, nel 2004 Flew annunciò pubblicamente la rinuncia ad esso per accostarsi a posizioni filosofiche vicine al Deismo, rinuncia motivata da riflessioni sulla complessità della realtà biologica.
Ritenuto dal biologo connazionale Richard Dawkins, nel saggio The God Delusion, come ormai impacciato da decadenza senile, Flew rispose con il libro There is a God, pubblicato nel 2007, nel quale descrive i passi della sua evoluzione dall'ateismo proclamato al teismo convinto: egli aveva superata la fase marxista già al tempo del patto Molotov-Ribbentrop (1939), e sempre più le scoperte in campo biologico lo spingevano a riconsiderare l'osservazione di Charles Darwin che aveva scritto: “La ragione mi parla dell'impossibilità quasi di concepire l'universo e l'uomo come il risultato di un mero caso o di una cieca necessità. Questo mi costringe a ricorrere a una Causa Prima dotata di intelligenza”. Tutto questo portava Flew a collimare con il pensiero di Francis Collins, colui che completò la mappatura del genoma umano, autore del best seller The Language of God. E confermò di non potere non riaffermare: “Credo che l'universo sia stato creato da un'Intelligenza infinita e che le sue intricate leggi manifestino ciò che gli scienziati hanno chiamato la "Mente di Dio"”.

## Ateismo e deismo

### Ateo eminente
Da studente, Flew partecipava regolarmente alle riunioni settimanali del Socratic club di Clive Staples Lewis. Anche se trovava Lewis "un uomo eminentemente ragionevole" e "di gran lunga il più potente degli apologeti cristiani per i sessanta o più anni successivi alla sua fondazione di questo club", non era persuaso dal suo argomento della morale come descritto su Mere Christianity. Flew ebbe anche a criticare alcune delle altre prove filosofiche sull'esistenza di Dio. Concluse che la prova ontologica in particolare, non era valida perché si basava sulla premessa che il concetto dell'essere può essere derivato dal concetto di bontà. Solo le forme scientifiche dell'argomento teleologico in ultima analisi, colpirono Flew in modo decisivo.
Durante il periodo del suo coinvolgimento nel Club Socratico, Flew scrisse anche un articolo dal titolo "Theology and Falsification (Teologia e falsificazione)", che sosteneva che le affermazioni su Dio erano senza senso, qualora non potessero essere testate se vere o false. Sebbene inizialmente pubblicato in una rivista universitaria, l'articolo venne ampiamente ristampato e discusso. Più tardi, in God and Philosophy (Dio e filosofia) (1966) e in The Presumption of Atheism (1976, rist. 1984), Flew ha sostenuto che uno dovrebbe presupporre l'ateismo fintanto che non venga alla luce una prova di Dio. Flew è stato anche critico dell'idea dell'aldilà e della difesa del libero arbitrio contro il problema del male.

### Visione filosofica riveduta e corretta

#### Dall'ateismo alla conversione
In diverse occasioni, a quanto pare a partire dal 2001, cominciarono a circolare voci che affermavano che Flew aveva abbandonato l'ateismo e si era convertito. Flew negò queste voci sul sito del Secular Web. Nel gennaio del 2003 Flew e Gary Habermas, suo amico ed avversario filosofico, condussero un dialogo sulla risurrezione alla California Polytechnic State University. Durante un paio di discussioni telefoniche poco dopo quel dialogo, Flew spiegò a Habermas che stava pensando di diventare un deista. Sebbene Flew non cambiasse la sua posizione in quel momento, ebbe però a concludere che alcune considerazioni filosofiche e scientifiche stavano inducendolo a fare dei seri ripensamenti. Caratterizzò la sua posizione come quella di un ateismo in tensione con molti grossi punti interrogativi.
Nel dicembre 2004, un colloquio con Flew (allora ottantunenne), condotto da Gary Habermas, venne pubblicato sulla rivista Philosophia Christi (pubblicato dalla Società Filosofica Evangelica col supporto dell'Università Biola), con il titolo: Atheist Becomes Theist - Exclusive Interview with Former Atheist Antony Flew ("Un ateo diventa deista - Intervista esclusiva con l'ex ateo Antony Flew"). Flew fu d'accordo con tale titolo. Secondo l'introduzione, Flew informò Habermas nel gennaio del 2004 di essere diventato un deista, e l'intervista ebbe luogo poco dopo. Poi il testo venne modificato da entrambi i partecipanti nel corso dei mesi successivi, prima della pubblicazione. Nell'articolo, Flew dichiara di aver abbandonato la sua lunga unione con l'ateismo, approvando un deismo del tipo sostenuto da Thomas Jefferson ("Mentre la ragione, principalmente sotto forma di argomenti favorevoli al disegno, ci assicura che c'è un Dio, non c'è spazio né per qualsiasi rivelazione soprannaturale di quel Dio o di qualsiasi transazione tra quel Dio e i singoli esseri umani"). Flew ha dichiarato che "gli argomenti più impressionanti per l'esistenza di Dio sono quelli sostenuti da recenti scoperte scientifiche" e che "l'argomento del Disegno intelligente è ora enormemente più forte di quando l'ho incontrato la prima volta". Ha anche risposto affermativamente a questa domanda di Habermas: "Così dei principali argomenti deisti, come quello cosmologico, o teleologico, o morale, o ontologico, gli unici davvero importanti che ti portano a definirli determinanti sono quelli sulle forme scientifiche di teleologia?".
Ha sostenuto l'idea di una visione aristotelica di Dio con "le caratteristiche di potenza e anche di intelligenza", affermando che l'evidenza è ora più forte che mai. Flew respinge le idee di un aldilà, di Dio come fonte di bene (afferma esplicitamente che Dio ha creato "un sacco di" male), e della risurrezione di Gesù come fatto storico, sebbene abbia permesso che fosse inserito un breve capitolo che discute a favore della risurrezione di Cristo nel suo ultimo libro. Flew è stato particolarmente ostile all'Islam, e ha detto che "lo si può meglio descrivere in termini marxisti come l'ideologia che unisce e giustifica l'imperialismo arabo". In un'intervista del dicembre 2004 ha detto: "Sto pensando ad un Dio molto diverso dal Dio del cristianesimo e lontano, molto lontano dal Dio dell'Islam, perché entrambi sono raffigurati come onnipotenti despoti orientali, dei Saddam Hussein cosmici".

#### Polemica sulla sua posizione
Nel mese di ottobre 2004 (prima della pubblicazione a dicembre dell'intervista di Flew con Habermas), in una lettera scritta allo storico e ateo Richard Carrier del Secular Web, ha dichiarato di essere deista e ha anche detto "Penso che qui abbiamo bisogno di una distinzione fondamentale tra il Dio di Aristotele o di Spinoza e il Dio delle rivelazioni cristiane e islamiche". Flew ebbe anche a dire: "La mia sola e unica prova rilevante per un Dio aristotelico è l'apparente impossibilità di fornire una teoria naturalistica dell'origine dal DNA della prima specie riproduttiva... [Anzi], l'unica ragione che ho per iniziare a pensare di credere in un Dio Causa Prima è l'impossibilità di fornire una spiegazione naturalistica dell'origine dei primi organismi riproduttivi".
In un'altra lettera a Carrier del 29 dicembre 2004, Flew ha continuato a ritrattare la sua dichiarazione, scrivendo "una divinità o una super-intelligenza [è] l'unica spiegazione buona per l'origine della vita e la complessità della natura" e "Io ora mi rendo conto che ho fatto la figura dello stupido a credere che non ci fossero teorie accettabili sullo sviluppo della materia inanimata fino alla prima creatura vivente in grado di riprodursi ". Ha dato la colpa del suo errore al fatto di essere stato "fuorviato" da Richard Dawkins, sostenendo che Dawkins "non ha mai fatto riferimento ad una qualche promettente ricerca sulla produzione di una teoria dello sviluppo della materia vivente." Il suo libro del 2007 è però ritornato sulla questione, e messo in discussione i modelli contemporanei: "l'opera più recente che io abbia avuto modo di vedere, dimostra che l'attuale universo fisico concede troppo poco tempo a queste teorie di abiogenesi per raggiungere lo scopo" Ha inoltre aggiunto: "La questione filosofica che non è stata risolta dagli studi sull'origine della vita, è questa: Come può un universo di materia cieca produrre esseri con fini intrinseci, capacità di auto-replicazione e "chimica codificata"? Qui non si tratta di biologia, ma di una categoria completamente diversa del problema."
Il lavoro del fisico nucleare ebreo ortodosso Gerald Schroeder è stato preponderante per la nuova credenza di Flew, ma Flew ha detto a Carrier di non avere letto nessuna delle critiche di Schroeder che Carrier gli aveva raccomandato. Tuttavia, nella primavera del 2005, quando Raymond Bradley, un ateo del comitato redazionale del bollettino accademico de The Open Society, ha scritto una lettera aperta a Flew accusandolo di non "aver controllato la veridicità delle affermazioni [di Schroeder] prima di bersele intere", Flew con forza ha risposto a tale accusa in una lettera pubblicata sulla stessa rivista nell'estate 2006, che descrive il contenuto della lettera di Bradley "straordinariamente offensivo" e l'accusa fattagli come un "malevolo attacco offensivo", ma ha anche fatto intendere come Bradley fosse un "laicista bigotto", consigliandolo di seguire il consiglio di Socrate (come citato ne La Repubblica di Platone) di "seguire l'argomento ovunque esso conduca".
Altri atei importanti, come ad esempio Richard Dawkins, hanno suggerito che il deismo di Flew è il Dio dei vuoti. Quando gli è stato chiesto da Duncan Crary della Humanist Network News nel dicembre 2004, se lui sostenesse ancora l'argomento presentato nel suo The Presumption of Atheism, Flew ha risposto affermativamente, ma ha anche ribadito la sua posizione deista: "Sono alquanto felice di credere in un Dio inoffensivo e inattivo". Quando gli è stato chiesto da Crary se avesse o meno tenuto il passo con la scienza e la teologia più recenti, ha risposto con "Certo che no", affermando che c'è semplicemente troppo materiale da tenerci il passo. Flew ha anche negato che ci fosse qualche verità nelle voci del 2001 e del 2003 di una sua conversione al cristianesimo.

#### Posizione ribadita
In una lettera su darwinismo e teologia, pubblicata nel numero di agosto/settembre 2004 della rivista Philosophy Now, Flew ha lasciato il mondo in sospeso con la sua chiusura: "Chiunque desideri sapere in cosa io ora creda, dovrà attendere fino alla pubblicazione, promessa dall'editore Prometheus di Amherst (New York) per l'inizio del 2005, dell'edizione finale di God and Philosophy con una sua nuova introduzione 'una reliquia storica'". La prefazione di God and Philosophy afferma che la casa editrice e Flew hanno riveduto un totale di quattro versioni (ognuna ampiamente recensita da redattori specialisti) prima di arrivare ad accettarne una che soddisfacesse entrambi. L'introduzione solleva dieci questioni che sono state proposte dopo l'edizione originale del 1966. Flew afferma che qualsiasi libro dopo God and Philosophy dovrà tener conto di queste idee nel considerare il caso filosofico dell'esistenza di Dio:
1. La nuova definizione di "Dio" di Richard Swinburne
2. Il caso a favore dell'esistenza del Dio cristiano proposto da Swinburne nel libro Is There a God?
3. Il cambiamento della Chiesa anglicana in merito alla dottrina sulla pena eterna dell'inferno
4. La questione se vi sia stato un solo Big Bang e se il tempo è iniziato con esso
5. La questione degli universi multipli
6. L'argomento della messa a punto dell'universo
7. La questione se vi sia una spiegazione naturalistica per lo sviluppo della materia vivente da materia non vivente
8. La questione se vi sia una spiegazione naturalistica per la materia vivente non-riproducente che si sviluppa in creatura vivente riproducente
9. Il concetto di un Ordinatore Intelligente, come spiegato nel libro ''The Wonder of the World: A Journey from Modern Science to the Mind of God di Roy Abraham Varghese
10. Un'estensione del concetto del Dio aristotelico/deista che possa essere raggiunta attraverso la teologia naturale, come sviluppata da David Conway.

In un'intervista con Joan Bakewell per la BBC Radio 4 nel marzo 2005, Flew ha respinto l'argomento della messa a punto dell'universo come prova conclusiva: "Io credo che dimostri soltanto che è del tutto ragionevole per quelle persone che hanno già una fede in un Dio creatore di considerarlo come una prova di conferma. Ed è un punto di argomentazione che credo sia molto importante - per capire che ciò che è ragionevole fare di fronte a nuove prove dipende da ciò che in precedenza si aveva buone ragioni per credere". Ha anche detto che sembrava ci fossero stati dei progressi compiuti in merito alle origini naturalistiche del DNA. Tuttavia, ha ribadito il suo deismo, con le usuali clausole che il suo Dio non è il Dio di una delle religioni rivelate. Durante stessa intervista, a Flew è stato chiesto se volesse ritrattare la sua credenza in un Dio aristotelico, ma ha risposto negativamente.
Un mese dopo, Flew ha detto a Christianity Today che, sebbene egli non fosse in procinto di diventare un convertito al cristianesimo, ribadiva il suo deismo: "Sin dall'inizio della mia vita filosofica ho seguito la politica del Socrate di Platone. Dobbiamo seguire l'argomento ovunque esso conduca." Alla fine del 2006, Flew ha aderito con altri 11 accademici nel sollecitare il governo britannico ad insegnare il disegno intelligente nelle scuole statali. Nel 2007, in un'intervista con Benjamin Wiker", Flew ancora una volta ha detto che il suo deismo era il risultato della sua "crescente empatia con l'intuizione di Einstein ed altri rinomati scienziati, che ci deve essere un'Intelligenza dietro la complessità integrata dell'Universo fisico" e "la mia intuizione che la complessità integrata della vita stessa - che è molto più complessa di quanto non sia l'Universo fisico - può essere spiegata solo in termini di un Originatore Intelligente." Ha anche ribadito di non essere un deista cristiano.

### Libro con Varghese
Nel 2007, Flew ha pubblicato un libro intitolato There is a God (Dio esiste) che citava Roy Abraham Varghese quale coautore. Poco dopo l'uscita del libro, il New York Times pubblicò un articolo dello storico delle religioni Mark Oppenheimer, che dichiarava Varghese come il principale responsabile dei contenuti del libro, e che Flew si trovava in un grave stato di declino mentale, con grandi difficoltà a ricordare figure chiave, idee ed eventi relativi alle discussioni trattate nel libro. Il suo libro lodava diversi filosofi (come Brian Leftow, John Leslie e Paul Davies), ma Flew non era riuscito a ricordare le loro opere in sede di colloquio con Oppenheimer. L'articolo ha provocato una protesta pubblica, in cui l'ateo PZ Myers ha chiamato Varghese "uno spregevole manipolatore".
Un ulteriore articolo di Anthony Gottlieb notava una forte differenza di stile tra i passaggi che davano la biografia di Flew, e quelli che presentavano il caso a favore dell'esistenza di un dio, inclusi diversi americanismi. Giungeva quindi alla stessa conclusione di Oppenheimer, e dichiarava che "lungi dal rafforzare il caso sull'esistenza di Dio, [il libro] indebolisce invece il caso sull'esistenza di Antony Flew". Varghese ha risposto con una lettera contestando questo punto di vista. Flew ha rilasciato una dichiarazione tramite il suo editore affermando che, sebbene Varghese ne avesse scritto il testo, il libro era suo e rappresentava il suo pensiero. Un servizio audio di William Lane Craig concorda con questa posizione, ma Richard Carrier la contesta. Anche le obiezioni di Carrier sono state comunque criticate.
Nel giugno 2008, Flew confermava la sua posizione ancora una volta, in una lettera ad un fellow della Universities and Colleges Christian Fellowship Lo scrittore cristiano Regis Nicoll ha sostenuto che "inoltre, in una lettera manoscritta e firmata (di cui ora ho copia) inviata a Roy Varghese, il leggendario filosofo ha ribadito la sua conversione, mentre ha criticato Oppenheimer per aver sviato l'attenzione dalla tesi centrale del libro: il crollo del razionalismo." Nicoll sostiene che "Anche Mark Oppenheimer stesso ha descritto che l'ex ateo 'ostentava la sua fedeltà al deismo' nel maggio 2006 ad un convegno cristiano dell'Università Biola".

## Premi
Flew ha ricevuto il Premio Schlarbaum dallo Ludwig von Mises Institute per i suoi "successi nella causa della libertà". Nell'accettare il premio ad Auburn (Alabama), nel settembre del 2001, Flew tenne un discorso dal titolo "Locke versus Rawls on Equality (Locke contro Rawls sull'uguaglianza)". Della sua scelta di argomento, dichiarò "Sono il primo inglese e il primo filosofo professionista a ricevere il Premio Schlarbaum. Così mi sembra opportuno cominciare parlando del più grande filosofo inglese, John Locke". L'11 maggio 2006, Antony Flew accettava il secondo Premio per la Libertà e Verità intitolato "Phillip E. Johnson" dall'istituzione evangelica dell'Università Biola. Il premio, intitolato al suo primo destinatario, è stato dato a Flew "per il suo impegno permanente nella ricerca libera e la sua fermezza contro le aggressioni intolleranti alla libertà di pensiero e di espressione". Dopo essere stato informato del premio, Flew osservava, "Alla luce del mio lavoro e delle mie pubblicazioni in questo settore e le critiche che ho ricevuto per aver cambiato la mia posizione, apprezzo molto di ricevere questo premio". Socio Onorario della New Zealand Association of Rationalists and Humanists 

## Opere
- A New Approach to Psychical Research (1953)
- New Essays in Philosophical Theology (1955) curatore con Alasdair MacIntyre
- Essays in Conceptual Analysis (1956)
- Hume's Philosophy of Belief (1961)
- Logic And Language (1961) curatore
- God and Philosophy (1966)
- Logic & Language (II serie) (1966) curatore
- Evolutionary Ethics (1967)
- Dibattito sull'ateismo (1967, rist. 2000), e AA. VV.(IT)
- An Introduction to Western Philosophy - Ideas and Argument from Plato to Sartre (1971)
- Body, Mind and Death (1973)
- Crime or Disease (1973)
- Thinking About Thinking (1975)
- Sociology, Equality and Education: Philosophical Essays In Defence Of A Variety Of Differences (1976)
- Thinking Straight (1977) (ISBN 978-0-87975-088-6)
- A Dictionary of Philosophy (1979) curatore, ed. succ. con Stephen Priest
- Philosophy, an Introduction (1979)
- Libertarians versus Egalitarians (c.1980) pamphlet
- The Politics of Procrustes: contradictions of enforced equality (1981)
- Darwinian Evolution (1984)
- The Presumption of Atheism (1976). ristampato come God, Freedom and Immortality: A Critical Analysis. (1984)
- Examination not Attempted in Right Ahead, giornale del Conservative Monday Club, ed. Conservative Party Conference, ottobre 1985.
- God: A Critical Inquiry (1986) - ristampa di God and Philosophy (1966) con nuova introd.
- David Hume: Philosopher of Moral Science (1986) Oxford: Basil Blackwell.
- Agency and Necessity (Great Debates in Philosophy) (1987) con Godfrey Norman Agmondis Vesey
- Did Jesus Rise From the Dead? The Resurrection Debate (1987) con Gary Habermas
- Power to the Parents: Reversing Educational Decline (1987)
- Prophesy or Philosophy? Historicism or History? in Marx Refuted, curato da Ronald Duncan e Colin Wilson, Bath, (UK), 1987, ISBN 0-906798-71-X
- Readings in the Philosophical Problems of Parapsychology (1987) curatore
- God, A Critical Inquiry (1988)
- Does God Exist?: A Believer and an Atheist Debate (1991) con Terry L. Miethe
- A Future for Anti-Racism? (Social Affairs Unit) 1992) pamphlet
- Atheistic Humanism (1993) (ISBN 978-0-87975-847-9)
- Thinking About Social Thinking (1995)
- Education for Citizenship (Studies in Education No. 10) (Institute of Economic Affairs, 2000)
- Merely Mortal? (2000)
- Equality in Liberty and Justice (2001) Transaction Publishers.
- Does God Exist: The Craig-Flew Debate (2003) con William Lane Craig (ISBN 978-0-7546-3190-3)
- Social Life and Moral Judgment (2003)
- God and Philosophy (2005) - un'altra ristampa di God and Philosophy (1966) con un'altra nuova introd.
- There is a God. How the world's most notorious atheist changed his mind (Dio esiste. Come l'ateo più famoso del mondo ha cambiato idea), con Roy Abraham Varghese, (2007)